# Gerobrunettia sibilensis
Gerobrunettia sibilensis är en tvåvingeart som beskrevs av Quate 1967. Gerobrunettia sibilensis ingår i släktet Gerobrunettia och familjen fjärilsmyggor. Inga underarter finns listade i Catalogue of Life.